# Bourbre
Die Bourbre ist ein Fluss in Frankreich, der im Département Isère in der Region Auvergne-Rhône-Alpes verläuft. Sie entspringt im Gemeindegebiet von Burcin, entwässert anfangs in nordöstlicher Richtung, dreht dann aber auf Nordwest, später auf Nord und mündet nach rund 72 Kilometern im Gemeindegebiet von Chavanoz als linker Nebenfluss in die Rhône. Zwischen Bourgoin-Jallieu und Charvieu-Chavagneux ist der Fluss kanalisiert und trägt die Bezeichnung Canal de Dessèchement de la Bourbre.

## Orte am Fluss
- Virieu
- Saint-André-le-Gaz
- Saint-Clair-de-la-Tour
- La Tour-du-Pin
- Ruy
- Bourgoin-Jallieu
- L’Isle-d’Abeau
- La Verpillière
- Tignieu-Jameyzieu
- Charvieu-Chavagneux
- Pont-de-Chéruy